# Ehrenplakette der Luftflotte 1
Die Ehrenplakette der Luftflotte 1 war eine nichttragbare Auszeichnung der deutschen Luftwaffe während des Zweiten Weltkrieges, die vom Generaloberst Alfred Keller, in seiner Eigenschaft als Oberbefehlshaber der Luftflotte 1, zwischen 1940 und 1943 als Anerkennung für besondere Leistungen in der Luftflotte 1 gestiftet wurde. Ihre Verleihung erfolgte auch für den Abschuss von Feindflugzeugen.
Die in Altsilber gehaltene Medaille mit einem Durchmesser von 108 mm zeigt auf ihrem Avers einen Luftwaffenadler mit leeren Fängen, der zwischen seinen Schwingen ein Schriftband mit der Aufschrift 1941/42 zeigt. Der Adler blickt dabei auf ein sich am Boden windendes Schriftband, das die Stationen der Luftflotte 1 nebst kleiner Grafiken widerspiegelt:
- LENINGRAD mit Grafiksymbol der Alexandersäule
- WOLCHOW mit Grafiksymbol einer Kirche mit Zwiebelturm und Bäumen
- ST.RUSSA DEMJANSK mit Grafiksymbol des Ilmensees
- CHOLM mit Grafiksymbol dreier Versorgungsplomben am Fallschirm

Umschlossen werden diese Grafiken von der Umschrift FÜR BESONDERE LEISTUNGEN oben und unten links CHEF DER LUFTFLOTTE 1 A. KELLER (Faksimile des Stifters) mittig und rechts davon anschließend die Wiedergabe seines Militärranges OBERSTLEUTNANT.